# Świt. Królestwo ptaków
Świt. Królestwo ptaków (inne tytuły: Brzask, Królestwo ptaków, Moczary, Poranek, Ranek, Świt) – obraz olejny autorstwa Józefa Chełmońskiego, namalowany w 1906 roku.

## Historia
Józef Chełmoński wrócił do malowania żurawi po przeszło 35 latach od namalowania Żurawi w 1870 roku, w ostatnim okresie swojej twórczości. Praca została poprzedzona licznymi studiami. Obraz powstał w Woli Pękoszewskiej, w majątku Górskich, w 1906 roku. Maria Górska nabyła go od artysty za 600 rubli przed zakończeniem malowania na przełomie stycznia i lutego 1906 roku. Dzieło eksponowano w Warszawie i Krakowie w 1907 roku w gmachach Towarzystwa Przyjaciół Sztuk Pięknych. Obraz przeszedł w posiadanie syna Marii, Ludwika Górskiego, a następnie został sprzedany w maju 1918 roku za 40 000 marek. Był eksponowany na wystawie w Krakowie w 1929 roku. Obraz należał w tymże roku do Oktawii z Tarnowskich Skrzyńskiej, był wówczas przechowywany w Krakowie; od 1937 roku trafił do prywatnej warszawskiej kolekcji. Po II wojnie światowej dzieło było przez wiele lat uważane za zaginione, znajdowało się jednakże w prywatnej warszawskiej kolekcji. Trafiło na aukcję do domu aukcyjnego Agra-Art w 1997 roku: 19 października tegoż roku uzyskano za niego sumę 295 000 zł. W domu Polswiss Art w 2013 roku zostało wylicytowane za 810 000 zł. Obraz pozostaje w rękach prywatnych. Muzeum Narodowe w Warszawie dysponuje szkicami żurawi do obrazu (nr inw. Rys.Pol.5957/29 MNW). Podobnym dziełem, poniekąd rozbudowaną wersją jest obraz Powitanie słońca. Żurawie w 1910 roku.

## Charakterystyka
Obraz został namalowany techniką olejną na płótnie o wymiarach 91,5 na 149 cm; sygnowany w lewym dolnym rogu: JÓZEF CHEŁMOŃSKI | 906. Przedstawia żurawie, ma charakter nastrojowy.